# Record de France de natation dames du 100 mètres papillon
Progression du record de France de natation sportive dames pour l'épreuve du 100 mètres papillon en bassin de 50 et 25 m.

## Bassin de50m
| Temps         | Athlète             | Naissance | Âge | Club                            | Compétition                  | Lieu                | Date              |
| ------------- | ------------------- | --------- | --- | ------------------------------- | ---------------------------- | ------------------- | ----------------- |
| 1 min 03 s 12 | Catherine Plewinski | 1968      | 17  | CNSR Cluses                     | Championnats de France hiver | Aix-en-Provence     | 24 février 1985   |
| 1 min 03 s 03 | Catherine Plewinski | 1968      | 17  | CNSR Cluses                     | Championnats d'Europe        | Sofia               | 9 août 1985       |
| 1 min 02 s 43 | Catherine Plewinski | 1968      | 18  | CNSR Cluses                     | Championnats de France       | Rennes              | 8 mars 1986       |
| 1 min 01 s 71 | Catherine Plewinski | 1968      | 18  | CNSR Cluses                     | Championnats de France       | Rennes              | 8 mars 1986       |
| 1 min 00 s 76 | Catherine Plewinski | 1968      | 18  | CNSR Cluses                     | Championnats du monde (s)    | Madrid              | 21 août 1986      |
| 1 min 00 s 72 | Catherine Plewinski | 1968      | 18  | CNSR Cluses                     | Championnats du monde (f)    | Madrid              | 21 août 1986      |
| 1 min 00 s 40 | Catherine Plewinski | 1968      | 19  | CNSR Cluses                     |                              | Strasbourg          | 23 janvier 1987   |
| 1 min 00 s 24 | Catherine Plewinski | 1968      | 19  | CNSR Cluses                     | Championnats d'Europe (s)    | Strasbourg          | 21 août 1987      |
| 59 s 89       | Catherine Plewinski | 1968      | 19  | CNSR Cluses                     | Championnats d'Europe (f)    | Strasbourg          | 21 août 1987      |
| 59 s 34 RE    | Catherine Plewinski | 1968      | 20  | CNSR Cluses                     | Jeux Olympiques (s)          | Séoul               | 23 septembre 1988 |
| 59 s 08       | Catherine Plewinski | 1968      | 21  | CNSR Cluses                     | Championnats d'Europe (f)    | Bonn                | 18 août 1989      |
| 59 s 01       | Catherine Plewinski | 1968      | 24  | SC Natation Abbeville           | Jeux Olympiques (f)          | Barcelone           | 29 juillet 1992   |
| 58 s 78       | Malia Metella       | 1982      | 22  | USLM Pacoussines de Cayenne     | Championnats d'Europe        | Madrid              | 14 mai 2004       |
| 58 s 72       | Alena Popchanka     | 1979      | 26  | CS Clichy 92                    | Mare Nostrum                 | Canet-en-Roussillon | 8 juin 2005       |
| 58 s 33       | Alena Popchanka     | 1979      | 27  | CS Clichy 92                    |                              | Sheffield           | 6 avril 2006      |
| 58 s 30       | Aurore Mongel       | 1982      | 26  | Mulhouse Olympic Natation       | Jeux Olympiques (s)          | Pékin               | 9 août 2008       |
| 57 s 80       | Aurore Mongel       | 1982      | 27  | Mulhouse Olympic Natation       | Championnats de France (f)   | Montpellier         | 25 avril 2009     |
| 57 s 75       | Aurore Mongel       | 1982      | 27  | Mulhouse Olympic Natation       | Championnats du monde (s)    | Rome                | 26 juillet 2009   |
| 57 s 39       | Aurore Mongel       | 1982      | 27  | Mulhouse Olympic Natation       | Championnats du monde (df)   | Rome                | 26 juillet 2009   |
| 56 s 89       | Aurore Mongel       | 1982      | 27  | Mulhouse Olympic Natation       | Championnats du monde (f)    | Rome                | 27 juillet 2009   |
| 56 s 16       | Marie Wattel        | 1997      | 24  | Cercle des nageurs de Marseille | Jeux olympiques (d)          | Tokyo               | 25 juillet 2021   |
| 56 s 14       | Marie Wattel        | 1997      | 25  | Cercle des nageurs de Marseille | Championnats du monde (f)    | Budapest            | 19 juin 2022      |

## Bassin de25m
| Temps      | Athlète         | Naissance | Âge | Club                                 | Compétition                   | Lieu       | Date             |
| ---------- | --------------- | --------- | --- | ------------------------------------ | ----------------------------- | ---------- | ---------------- |
| 58 s 78    | Diane Bui-Duyet | 1979      | 22  | Cercle des nageurs de Melun-Dammarie |                               | Dunkerque  | 23 décembre 2001 |
| 58 s 47    | Malia Metella   | 1982      | 22  | USML Pacoussines Cayenne             |                               | Vienne     | 10 décembre 2004 |
| 58 s 45    | Diane Bui-Duyet | 1979      | 26  | Cercle des nageurs de Melun-Dammarie |                               | Dunkerque  | 14 janvier 2005  |
| 58 s 27    | Alena Popchanka | 1979      | 26  | CS Clichy 92                         | Championnats d'Europe         | Trieste    | 11 décembre 2005 |
| 57 s 80    | Diane Bui-Duyet | 1979      | 28  | Club des Vikings de Rouen            | Championnats de France (f)    | Nîmes      | 7 décembre 2007  |
| 57 s 55    | Alena Popchanka | 1979      | 28  | CS Clichy 92                         | Championnats d'Europe (f)     | Debrecen   | 16 décembre 2007 |
| 56 s 86    | Diane Bui-Duyet | 1979      | 29  | Cercle des nageurs de Marseille      | Championnats de France (f)    | Angers     | 5 décembre 2008  |
| 56 s 83    | Diane Bui-Duyet | 1979      | 29  | Cercle des nageurs de Marseille      | Championnats d'Europe (f)     | Rijeka     | 14 décembre 2008 |
| 56 s 50 RE | Diane Bui-Duyet | 1979      | 29  | Cercle des nageurs de Marseille      | Meeting de l'Océan Indien (f) | Saint-Paul | 28 décembre 2008 |
| 55 s 83 RE | Diane Bui-Duyet | 1979      | 30  | Cercle des nageurs de Marseille      | Coupe du monde (f)            | Stockholm  | 10 novembre 2009 |
| 55 s 05 RM | Diane Bui-Duyet | 1979      | 30  | Cercle des nageurs de Marseille      | Championnats d'Europe (df)    | Istanbul   | 12 décembre 2009 |